# HMS Nubian (F36)
HMS Nubian (L36/F36) là một tàu khu trục lớp Tribal được chế tạo cho Hải quân Hoàng gia Anh Quốc trước Chiến tranh Thế giới thứ hai. Nó đã phục vụ cho khi Thế Chiến II kết thúc, được tặng thưởng 13 danh hiệu Vinh dự Chiến trận, một thành tích ngang bằng hai tàu chiến khác của Hải quân Hoàng gia và chỉ xếp sau thiết giáp hạm Warspite. Nó bị bán để tháo dỡ vào năm 1949.

## Thiết kế và chế tạo
Nubian được đặt hàng cho xưởng tàu của hãng John I. Thornycroft & Company, ở Woolston, Hampshire trong Chương trình Chế tạo Hải quân 1935. Nó được đặt lườn vào ngày 10 tháng 8 năm 1936, được hạ thủy vào ngày 21 tháng 12 năm 1937, và nhập biên chế vào ngày 6 tháng 12 năm 1938.

## Lịch sử hoạt động
Nubian có mặt tại vùng biển nhà vào giai đoạn đầu của Chiến tranh Thế giới thứ hai, và đã hoạt động cùng Hạm đội Nhà trong Chiến dịch Na Uy vào tháng 5 năm 1940. Sau đó, nó gia nhập Chi hạm đội Khu trục 14 tại Plymouth dưới quyền chỉ huy của Đại tá Hải quân P. J. Mack, vốn đang tạm thời đặt cờ hiệu của mình trên chiếc Janus trong khi soái hạm Jervis đang được sửa chữa. Cùng trong thành phần chi hạm đội 14 còn có Mohawk cùng thuộc lớp Tribal, và Juno thuộc lớp J. Hải đội khởi hành từ Plymouth để đi Alexandria vào ngày 18 tháng 5 năm 1940; cùng đi trên lộ trình còn có bốn tàu khu trục lớp K thuộc Chi hạm đội Khu trục 5, đang trên đường đi sang phục vụ tại biển Đỏ. Chúng đi đến Alexandria vào ngày 25 tháng 5, chỉ hai tuần trước khi bắt đầu xung đột với Ý vào ngày 11 tháng 6 năm 1940.
Nubian đã hoạt động tích cực tại khu vực Địa Trung Hải, tham gia trận Calabria vào tháng 7 năm 1940, Trận chiến mũi Matapan vào tháng 3 năm 1941, trận chiến vận tải Tarigo vào tháng 4, và cuối cùng là trận Crete vào tháng 5. Trong Trận chiến mũi Matapan, nó đã bắn phát ân huệ vào chiếc tàu tuần dương Ý Pola vốn bị hư hại nặng do trúng ngư lôi phóng từ máy bay. Trong trận Crete vào ngày 26 tháng 5, nó bị trúng bom làm thổi tung phần đuôi tàu, khiến 7 thành viên thủy thủ đoàn thiệt mạng và 12 người khác bị thương. Cho dù phải chịu đựng thêm các cuộc tấn công khác, nó vẫn có khả năng quay trở về Alexandria dưới sự hộ tống của các đồng đội. Tuy nhiên, nó phải được kéo đi vào ngày 12 tháng 6 để được sửa chữa triệt để tại Bombay, Ấn Độ. Việc sửa chữa các hư hại mất đến 18 tháng.

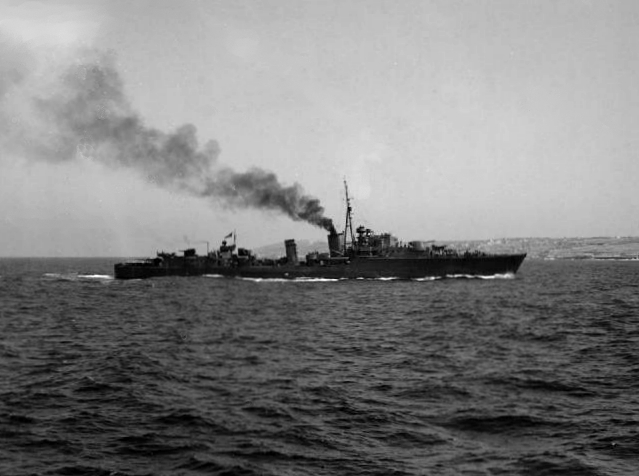
Nubian ngoài khơi Malta, 1943.

Nubian gia nhập trở lại Chi hạm đội Khu trục 14 tại Địa Trung Hải vào tháng 11 năm 1942, tham gia tấn công đoàn vận tải Lupo vào ngày 2 tháng 12, cùng với Jervis hoạt động ngoài khơi Tripoli trong các ngày 20-21 tháng 12. Sang năm 1943, nó tham gia hỗ trợ các cuộc đổ bộ lên Sicily và sau đó lên Salerno, trước khi quay trở về Anh để được bố trí hoạt động tại vùng biển Bắc Cực. Đang khi đảm nhiệm vai trò hộ tống vận tải tại khu vực này, nó tham gia ít nhất một cuộc tấn công trực tiếp tàu ngầm U-boat đối phương, một trò săn-tìm "mèo-và-chuột" kéo dài nhiều ngày. Nó cũng theo dõi ít nhất 11 tàu ngầm U-boat khác vốn từng tung ra hai đợt tấn công vào đoàn tàu vận tải mà nó bảo vệ. Trong giai đoạn này, nó từng được cho tách ra để hỗ trợ các chiến dịch tại Na Uy: một cuộc tấn công căn cứ tàu ngầm Đức ở vũng biển Trondheim và một cuộc tấn công thiết giáp hạm Đức Tirpitz tại vũng biển Alton.
Vào cuối năm 1944, Nubian được tái trang bị nhằm chuẩn bị cho việc phục vụ tại Viễn Đông trong năm 1945. Nó đã tham gia các chiến dịch tại Miến Điện trong nhiều vai trò khác nhau cho đến khi chiến tranh kết thúc. Nubian đã được tặng thưởng 13 danh hiệu Vinh dự Chiến trận, một thành tích ngang bằng với hai tàu chiến khác cùng phục vụ với nó tại Địa Trung Hải là Orion và Jervis, và chỉ xếp sau chiếc thiết giáp hạm kỳ cựu Warspite thuộc lớp Queen Elizabeth, một cựu binh từ thời trận Jutland trong Thế Chiến I đồng thời đảm nhiệm vai trò soái hạm Hạm đội Địa Trung Hải trong phần lớn thời gian của Thế Chiến II.